# Guyancourt
Guyancourt [ɡɥijɑ̃kuʁ] ist eine französische Stadt und Gemeinde mit 29.758 Einwohnern (Stand 1. Januar 2022) im Département Yvelines in der Region Île-de-France.

## Geographie
Guyancourt liegt im Osten des Départements Yvelines, etwa 30 Kilometer südwestlich von Paris. Im Dorf Bouvier, das nach Guyancourt eingemeindet wurde, befindet sich die Festung Batterie de Bouviers.
Die angrenzenden Gemeinden sind Versailles im Nordosten, Buc im Osten, Châteaufort im Südosten, Magny-les-Hameaux im Süden, Voisins-le-Bretonneux im Südwesten, Montigny-le-Bretonneux im Westen und Saint-Cyr-l’École im Nordwesten.
Das Stadtzentrum erstreckt sich um die Kirche Saint-Victor, ebenso wie die Bauernhöfe Bel-Ebat und Châteauneuf.
Guyancourt besteht aus elf Stadtteilen mit den Namen:
| - Quartier du Centre Ville - Quartier de Bouviers - Quartier des Garennes - Quartier de l’Europe - Quartier du Pont du Routoir - Quartier des Saules | - Quartier du Parc - Quartier des Chênes - Quartier des Sangliers - Quartier de La Minière - Quartier de Villaroy |

## Sehenswürdigkeiten
Siehe: Liste der Monuments historiques in Guyancourt

## Institutionen
- Versailles Saint-Quentin-en-Yvelines Observatorium

## Bevölkerung
| Jahr      | 1793 | 1856 | 1901 | 1946 | 1962  | 1968  | 1975  | 1982   | 1990   | 1999   | 2008   | 2014   | 2020   |
| Einwohner | 548  | 577  | 614  | 856  | 1.244 | 1.493 | 3.450 | 10.983 | 18.305 | 25.079 | 28.600 | 27.328 | 29.269 |

## Flugplatz Guyancourt

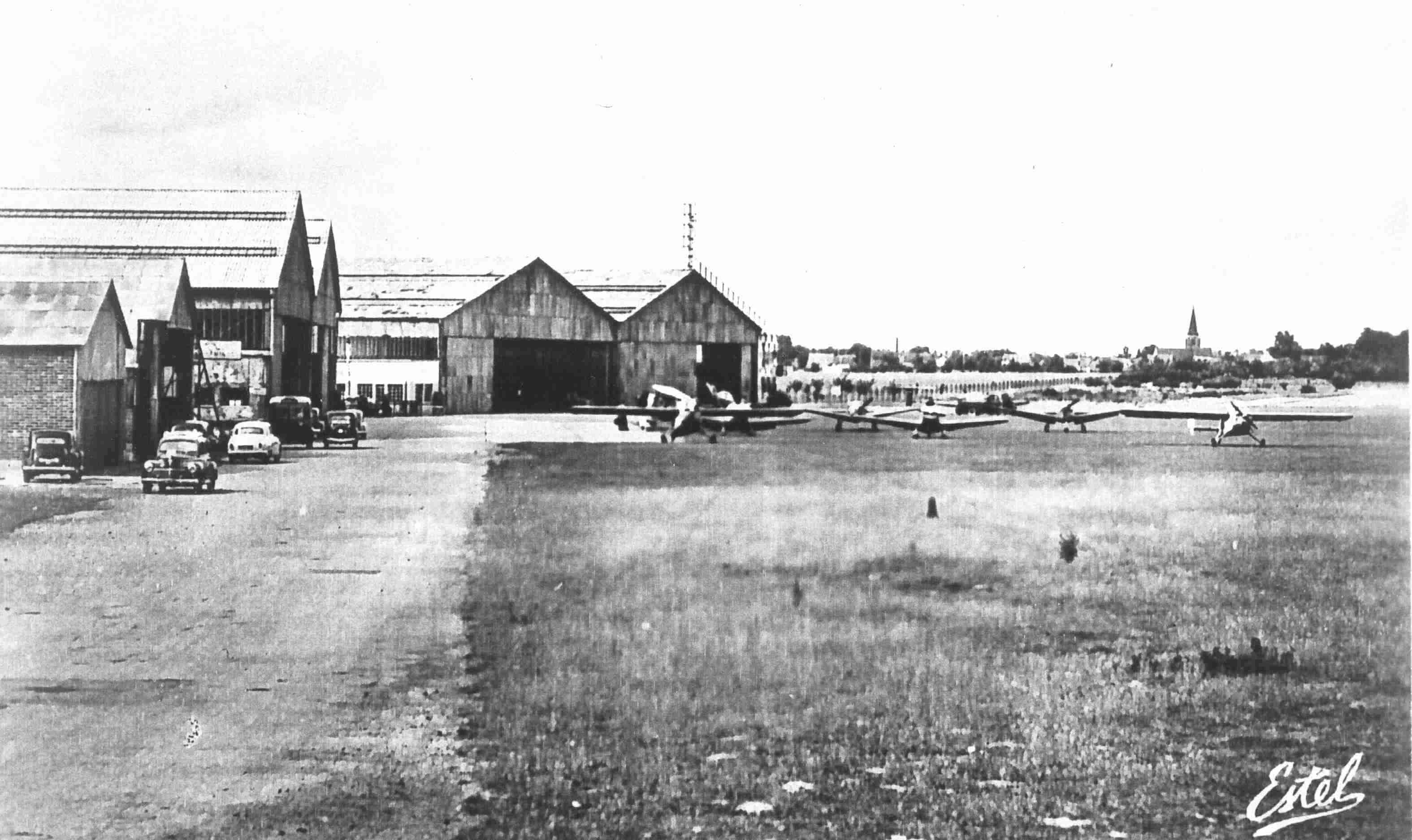
Flugplatz Guyancourt (1950)

Zwischen Guyancourt und Voisins-le-Bretonneux existierte früher ein Flugplatz. Das Aérodrome de Guyancourt wurde im Oktober 1930 eröffnet. Initiator war die Firma Caudron, die 1933 infolge wirtschaftlicher Schwierigkeiten von Renault übernommen wurde. Der Flugplatz diente fortan als Werksflugplatz von Caudron-Renault. Louis Renault rüstete die Flugzeuge mit den eigenen Motoren aus. 
Charles Fauvel führte 1933 hier Flugversuche mit einem Nurflügler durch und im November 1934 kam hier die Weltrekordpilotin Hélène Boucher bei einem Flugunfall ums Leben.
Während der deutschen Besetzung im Zweiten Weltkrieg diente der Flugplatz der deutschen Luftwaffe. Hier lagen bis auf den Juli/August 1944, als hier unter anderem mit der 4. Staffel der Aufklärungsgruppe 123 (4.(F)/123) auch Einsatzverbände lagen, meist nur Jagdflugzeug-Schulverbände. Zwischen Anfang Juni 1941 und November 1942 die 2. Staffel der Jagdfliegerschule 5 (2./JFS 5). Von April bis Ende August 1943 lag hier dann die 2. Staffel des Jagdgeschwaders 105 (2./JG 105) und anschließend noch bis Dezember 1943 die Jagdlehrerüberprüfungsgruppe.
Nach dem Krieg wurde der Flugplatz wieder zivil genutzt und diente fortan dem Luftsport. Der Flugplatz wurde zum 1. Oktober 1989 aus Sicherheitsgründen geschlossen und die Luftsportvereine mussten nach Étampes-Mondésir ausweichen. Heute befinden sich an Stelle des früheren Flugplatzes die Stadtviertel Villaroy und Europe.
Auf den Flugplatz wurden Szenen für eine Reihe von Spielfilmen gedreht, unter anderem für Lindbergh – Mein Flug über den Ozean.

## Städtepartnerschaften
Partnerstädte von Guyancourt sind Pegnitz in Bayern, Linlithgow in Schottland und Comé in Benin.